# Église Sainte-Marie-Madeleine (ancienne chapelle des Carmes)
Pour les articles homonymes, voir Église Sainte-Madeleine.
L'église Sainte-Marie-Madeleine est une église située au 59, Rue de Gand, dans le quartier du Vieux-Lille, à Lille. C'est l'ancienne chapelle des Carmes déchaussés devenue église paroissiale en 1991 après que l'église Sainte-Marie-Madeleine de la rue du Pont Neuf a été désaffectée au culte. Elle a été inscrite Monument historique en mars 1934.

## Histoire
Les Carmes « déchaux » arrivent à Lille en 1616, à l'époque de la Contre-Réforme. Ils acquièrent un terrain en 1620, au « Riez du château », près de la nouvelle enceinte de la Porte de Gand, afin d'y établir leur couvent. Son église est achevée en 1623, mais elle est détruite par un incendie en 1645. 
L'église actuelle est reconstruite entre 1646 à 1669. Elle est consacrée par l'évêque de Tournai en 1676. Les confiscations révolutionnaires sont rassemblées à l'ancien couvent des récollets, rue des arts. En  1856, les sœurs de la congrégation des Filles de l'Enfant-Jésus réinvestissent l'église, reconvertie en écurie au cours de la Révolution. Elles la réaménagent et installent des stalles dans la nef centrale et des tribunes à mi-étage dans les bas-côtés. Elle est ensuite restaurée entre 1963 et 1968.
Le 10 février 1991, elle devient église paroissiale et prend le nom de Sainte-Marie-Madeleine, l'église Sainte-Marie-Madeleine de la rue du Pont Neuf ayant été désaffectée au culte en 1989.
Au début des années 2000, l'église, trop peu fréquentée, est à son tour réaménagée en lieu d'exposition permanente, la Cité de l’Évangile. Elle présente, en onze étapes, l'histoire de la foi catholique « d'Abraham à Martin Luther King ». La géante de la foi Nathalie Doignies est exposée dans l'exposition permanente.

## Description

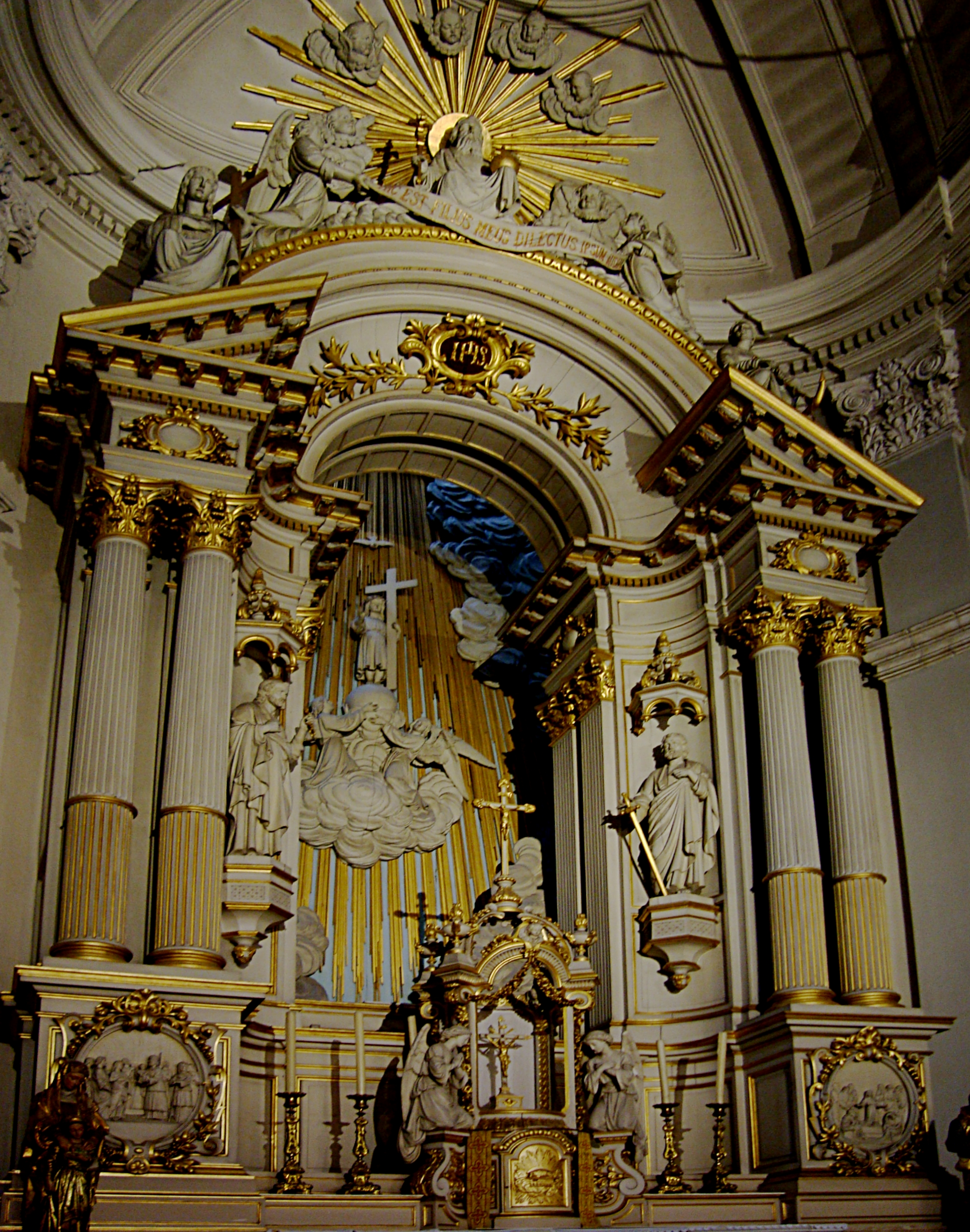

L'édifice, d'une grande sobriété, est surtout remarquable pour le retable monumental qui occupe le chœur, inspiré du tableau de Jacques Van Oost dit le Jeune, L’Enfant Jésus tendant les bras à la croix offerte par le Père, que l'on peut voir dans l'église Saint-André.
Les chapiteaux ioniques de la nef présentent des cartouches à tête d'angelot qui portent les armes du Carmel, de Jésus, Marie, Joseph et Thérése. Deux cent quarante moines sont toujours inhumés sous la chapelle.